# Spike Cohen
Jeremy Cohen , ou Jeremy "Spike" Cohen (nascido a 28 de junho de 1982, Baltimore, EUA) é um activista, empreendedor e podcaster estadounidense. Foi o candidato do Partido Libertário a vice-presidente dos Estados Unidos nas eleições de 2020, como companheiro de candidatura  de Jo Jorgensen.

## Vida temporã
Cohen nasceu em Baltimore, Maryland em 1982. O pai de Cohen é judeu e ele foi criado como um judeu messiânico que incluía ter um Bar Mitzvá.
À idade de 16, Cohen começou a aprender web design e, posteriormente, construiu um negócio de êxito nuns poucos anos. Em 2016, à idade de 33,  Cohen foi diagnosticado com esclerose múltipla. Vendeu seu negócio de web design e centrou-se no activismo libertario. Cohen é um podcaster em Muddied Waters Média. Pretende ter elegido a alcunha de  "Spike" à idade de 3 anos, inspirada na personagem do filme infantil de 1986 My Little Pony: The Movie.

## Corrida

### Campanha vicepresidencial 2020
Cohen foi companheiro de candidatura proposto do candidato presidencial Vermin Supreme nas primárias presidenciais libertarias de 2020, e participou activamente na campanha.
Em 23 de maio de 2020, Supreme perdeu a nomeação presidencial libertária para Jo Jorgensen, mas Cohen permaneceu na corrida pela nomeaçao à vicepresidencia do partido. Jorgensen mostrou preferência por John Monds para ser seu colega de candidatura em vez de  Cohen e Ken Armstrong, mas apesar disto, após três rodadas de votação, Cohen derrotou Monds com 533 votos dos  delegados em frente aos 472 de Monds. Como candidato a vice-presidente do Partido Libertário, Cohen converteu-se no primeiro candidato a vice-presidente judeu de um partido político desde Joe Lieberman em 2000.

#### Posições políticas
Cohen afirma que sua plataforma e a de Jorgensen derivam da plataforma do Partido Libertário. Isto inclui reduzir a dívida nacional mediante a redução do tamanho do governo, uma ampla reforma da justiça penal e a libertação imediata dos encarcerados por delitos sem vítimas, a desmilitarização da polícia e a criação de programas de responsabilizaçao policial.
Cohen é a favor de  perdões presidenciais para Julian Assange, Chelsea Manning, Edward Snowden, Ross Ulbricht, e Leonard Peltier.
Cohen, um aliado do artista de performance e candidato perene Vermin Supreme, concorreu numa plataforma que promovia póneis gratuitos,   escovagem de dentes obrigatória, "poder zombi", pesquisa de viagens no tempo para poder matar  o "bebé Hitler" e o "bebé Woodrow Wilson", e promovendo a anarquia.Cohen prometeu que se isto não se conseguisse dentro dos primeiros 100 dias da sua vice-presidência, renunciaria e seria substituído por Baby Yoda, o personagem da série The Mandalorian.